# 安蒂奧克鎮區 (北卡羅萊納州威爾克斯縣)
安蒂奧克鎮區（英語：Antioch Township）是位於美國北卡羅萊納州威爾克斯縣的一個鎮區。

## 地方資料
安蒂奧克鎮區的面積為56.46平方千米，皆為陸地。根據2020年美國人口普查的數據，當地共有人口745人，而人口密度為每平方千米13.2人。